# 土城子乡
土城子乡是中华人民共和国内蒙古自治区通辽市奈曼旗下辖的一个乡。
2012年1月20日，内蒙古自治区人民政府批复同意分别从青龙山镇、沙日浩来镇划出部分区域，设置土城子乡，辖土城子、杏树园子、束龙沟、西铁匠沟、平顶山、奈曼杖子、化吉营子、七家子、后头沟、塘房、成山、高和12个村，驻土城子。

## 行政区划
土城子乡下辖以下村级行政区划单位：
平顶山村、化吉营子村、奈曼杖子村、土城子村、杏树园子村、束龙沟村、西铁匠沟村、七家子村、后头沟村、塘房村、成山村和高和村。